# Mestre Felipe
Felipe Neres Figueiredo, mais conhecido como Mestre Felipe de Sibá (São Vicente Férrer, 6 de junho de 1924 — São Luís, 18 de julho de 2008), foi um folclorista, cantor, compositor, instrumentista e professor de Tambor de Crioula do Maranhão. Mestre Felipe é figura de referência na música regional do Maranhão e sua influência e sua importância para a cultura afro-brasileira são amplamente reconhecidas.

## Biografia
Felipe Neres Figueiredo nasceu, em 1924, entre as roças e as casas de taipa do povoado de Tabocas, um bairro quilombola no município de São Vicente Férrer distante 75 Km de São Luís do Maranhão. Desde muito pequeno, Felipe, já "montava" nos tambores na casa de sua avó, Dona Enésia, onde aconteciam as festas, os pagamentos de promessas e as novenas em louvor a São Benedito. Foi com ela, matriarca do grupo de tambor Nhá Enésia, seus pais e seus irmãos que aprendeu a brincadeira trazida da África para o Brasil por seus antepassados escravizados, os rituais e a devoção a São Benedito, o santo padroeiro da brincadeira. Com 12 anos, Felipe já dominava os três tambores: grande, médio e crivador. Com pouco estudo, Felipe, desde muito cedo, teve que trabalhar emprestando sua mão-de-obra e sua força para adquirir o seu sustento e o de sua família. Foi lavrador, oleiro, cortador de madeira, tirador de caranguejo e carpinteiro, sem nunca ter abandonado sua paixão, dedicando-se à arte de "brincar" o Tambor de Crioula, o Bumba meu boi, o Cacuriá e o Coco sempre que podia, nos festejos do interior de São Vicente, na Baixada Maranhense. São esses preceitos dos rituais e manifestações folclóricas de sua infância e juventude que lhe deram a base para a edificação do seu próprio sotaque. Um grande contingente migratório da região da Baixada Maranhense se instalava na região hoje compreendida pelo Bairro de Fátima, Liberdade, Fé em Deus, Caratatiua e Monte Castelo, no final dos anos 1960 e início dos anos 1970, trazendo consigo costumes, rituais e crenças característicos de sua região, entre eles, o costume de reunir os parentes e amigos nas rodas e festejos. Felipe e sua esposa, Raimunda do Carmo Pereira, a Dona Mundica, mudaram-se para a capital em meados da década de 1960. Seu Felipe, como era então conhecido, ao chegar à capital maranhense, tocou com Leonardo, Zé Olhinho, Elpídio e Roxa, entre outros. No início, enfrentou uma forte resistência por parte de alguns coureiros e coureiras. Seu sotaque era forte e tinha como características principais a ausência da matraca e o ritmo mais cadenciado com tocadas mais compassadas e, ao mesmo tempo, eletrizantes.  Apesar desse estranhamento inicial, não demorou muito para que ele fosse conquistando seu espaço. Seu Felipe gostava de dominó, futebol e de uma boa prosa, além de suas grandes paixões: o Tambor de Crioula e o Bumba meu Boi. Em 1972, de frente para sua casa, na rua, familiares, conterrâneos e amigos, se reuniam para "brincar", trazendo comidas e bebidas, que eram ofertadas a todos, assim como mandava a tradição, surgindo daí a nomenclatura Tambor de Porta de Rua. Um ano depois, em 1973, Seu Felipe, sentiu que já era a hora de fazer uma Festa do Tambor madrugada a fora, tal qual eram as festas na casa de sua avó, Nhá Enésia, no povoado de Tabocas. Esse momento foi que marcou o nascimento do grupo Tambor de Crioula União de São Benedito, o grupo que carrega consigo seu sotaque e sua história. No início dos anos 1980, Nelson Brito, um dos fundadores do Laborarte - Laboratório de Expressões Artísticas, um ponto de efeverscência cultural situado em um casarão histórico no centro ludovicense, convidou Seu Felipe a ministrar aulas no local. Esse encontro com Nelson Brito foi fundamental para o aprendizado artístico de Seu Felipe e sua lapidação em Mestre.

## Premiações
– Prêmio Orilaxé de Cultura Popular do Grupo Cultural AfroReggae (GCAR) - 9ª Edição - 2008

## Discografia
– Tambor de Crioula do Mestre Felipe (1998) - Álbum lançado pela Laborarte, com apoio da Câmara Municipal de São Luís.
– O calor do Tambor de Crioula do Maranhão dá o tom à Cultura Popular (2002) - Coletânea composta por três cd's contendo toadas de Mestre Felipe, Mestre Leonardo e Mestre Chico, além de um encarte com as canções e um documentário em vídeo. Produzido pela VCR Comunicações e Marketing e o Studio V de São Luís.
– Jandiá - Peixe do Fundo (2008) - Tambor de Crioula de Mestre Felipe - Produzido pela Associação Folclórica e Cultural "Tambor de Crioula União de São Benedito” com apoio da Secretaria de Estado da Cultura do Maranhão.